# 森林浴の森100選
森林浴の森日本100選（しんりんよくのもりにほん100せん）とは、林野庁と緑の文明学会、地球環境財団が共同で、1986年（昭和61年）に制定した百選。
制定は、林野庁が1982年に「健康・保養に日本の森林を活用しよう」と提唱する際、『森林浴』という言葉をキャッチフレーズ的に使ったことから広く森林浴という言葉が広まり、乗じて、「日本の森林を21世紀に引き継ぐため、また、自然保護の精神を養い国民の健康増進に役立てること」を目的として、全国各地から100ヶ所の森を選定したものである。
以下にその百選を列記する。（なお、自治体名は選定当時のもの）

## 北海道
- 野幌森林公園 （北海道札幌市）
- 函館山 （北海道函館市）
- 利尻島自然休養林 （北海道利尻郡利尻町）
- 網走自然休養林 （北海道網走市）

## 東北
- 浅虫生活環境保全林 （青森県青森市）
- 十二湖自然休養林] （青森県西津軽郡深浦町）
- 安比高原ブナ林 （岩手県八幡平市）
- 耗山国有林、十二神自然観察教育林 （岩手県宮古市）
- 高田松原 （岩手県陸前高田市）
- 仙台自然休養林 （宮城県仙台市）
- 宮城県県民の森 （宮城県仙台市、利府町）
- 八幡平 （秋田県鹿角市）
- 能代海岸風の松原 （秋田県能代市）
- 羽黒山・参道の杉並木 （山形県鶴岡市）
- 高館山自然休養林 （山形県鶴岡市）
- 背あぶり山（会津東山自然休養林） （福島県会津若松市）
- 阿武隈川源流の原生林 （福島県西白河郡西郷村）

## 関東
- 奥久慈憩いの森 （茨城県久慈郡大子町）
- 大洗の松林 （茨城県東茨城郡大洗町）
- 大沼の森 （栃木県那須塩原市）
- 釈迦ヶ岳の栃木県県民の森 （栃木県矢板市）
- 桐生川源流林 （群馬県桐生市）
- 武尊自然休養林 （群馬県利根郡片品村）
- 埼玉県県民の森 （埼玉県秩父郡横瀬町）
- 両神国民休養地 （埼玉県秩父郡小鹿野町）
- 館山野鳥の森 （千葉県館山市）
- 鹿野山 （千葉県富津市、君津市）
- 高尾山 （東京都八王子市）
- 明治神宮の森 （東京都渋谷区）
- 御岳山 （東京都青梅市）
- 藤野(相模湖)の雑木林 （神奈川県相模原市）
- 真鶴岬 （神奈川県足柄下郡真鶴町）
- 西丹沢神奈川県県民の森 （神奈川県足柄上郡山北町）

## 中部
- 五頭新潟県県民の森 （新潟県阿賀野市、東蒲原郡阿賀町）
- 弥彦神社社叢 （新潟県東蒲原郡弥彦村）
- 県民公園頼成の森 （富山県砺波市）
- 立山美女平・ブナ坂・下の小平 （富山県中新川郡立山町）
- 鉢伏山 （石川県鳳至郡柳田村）
- 石川県県民の森 （石川県加賀市）
- 九頭竜国民休養地 （福井県大野市）
- 八ヶ峰家族旅行村 （福井県大飯郡おおい町）
- 青木ヶ原樹海 （山梨県南都留郡富士河口湖町、鳴沢村）
- 西沢渓谷歩道 （山梨県山梨市）
- 赤沢自然休養林 （長野県木曽郡上松町）
- 角間渓谷 （長野県上田市、東御市）
- 城山公園 （岐阜県高山市）
- 付知峡 （岐阜県中津川市）
- 富士山自然休養林 （静岡県富士宮市、富士市、裾野市、御殿場市）
- 天城山自然休養林 （静岡県伊豆市、賀茂郡河津町、東伊豆町）
- 昭和の森 （愛知県豊田市）
- 愛知県森林公園 （愛知県名古屋市・尾張旭市）
- 愛知県民の森 （愛知県新城市）

## 近畿
- 赤目四十八滝 （三重県名張市）
- 伊勢三郷山 （三重県伊勢市）
- 臥龍の森 （滋賀県湖南市）
- 金勝山 （滋賀県栗東市）
- くつわ池自然公園 （京都府綴喜郡宇治田原町）
- 大江山の森 （京都府福知山市）
- 箕面公園 （大阪府箕面市）
- 金剛山 （大阪府南河内郡千早赤阪村）
- 再度公園 （兵庫県神戸市）
- 天滝渓谷 （兵庫県養父市）
- 布引 と 再度山 （兵庫県神戸市）
- 大台ヶ原 （奈良県吉野郡上北山村）
- 玉置山 （奈良県吉野郡十津川村）
- 高田の里 （和歌山県新宮市）
- 歴史の道熊野古道 （和歌山県田辺市）

## 中国
- 打吹山 （鳥取県倉吉市）
- 三徳山 （鳥取県東伯郡三朝町）
- 三瓶山 （島根県大田市）
- ふれあいの里奥出雲公園 （島根県雲南市）
- 岡山県立森林公園 （岡山県苫田郡鏡野町）
- 西粟倉村若杉天然林 （岡山県英田郡西粟倉村）
- 三段峡 （広島県山県郡安芸太田町、北広島町）
- もみのき森林公園 （広島県廿日市市）
- 長門峡 （山口県山口市）
- 室積・虹ヶ浜海岸松林 （山口県光市）

## 四国
- 徳島県立青少年の森 （徳島県那賀郡那賀町）
- 大川原生活環境保全林 （徳島県名東郡佐那河内村、勝浦郡上勝町）
- 紫雲出山頂園地 （香川県三豊市）
- 石清尾山塊 （香川県高松市）
- 滝沢寺緑地公園 （愛媛県西予市）
- 諏訪崎自然休養林 （愛媛県八幡浜市）
- 足摺岬自然休養林 （高知県土佐清水市、幡多郡大月町）
- 天狗高原自然休養村 （高知県高岡郡津野町）

## 九州・沖縄
- 英彦山 （福岡県田川郡添田町）
- 足立公園 （福岡県北九州市）
- 虹の松原 （佐賀県唐津市）
- 猪掘の滝 （佐賀県唐津市）
- 上山公園 （長崎県諫早市）
- 雲仙あざみ谷 （長崎県雲仙市）
- くまもと自然休養林菊池渓谷 （熊本県菊池市）
- 端海野森林公園 （熊本県球磨郡五木村）
- 国東半島両子山遊歩道 （大分県国東市）
- 祖母山麓川上渓谷 （大分県豊後大野市）
- えびの高原池めぐりの森 （宮崎県えびの市）
- 九州中央山地国定公園綾地区 （宮崎県東諸県郡綾町）
- 十曾渓谷 （鹿児島県大口市）
- 屋久杉林 （鹿児島県熊毛郡屋久島町）
- 沖縄県立少年自然の家の森 （沖縄県石川市）
- 西表自然休養林 （沖縄県竹富町）

## 備考
この100選制定後、各都道府県単位などでも、独自の「森林浴○○選」などを制定することが増加し、観光施策などに活用されている。